# Abdelhak Kadiri
 (mai 2024).
La mise en forme du texte ne suit pas les recommandations de Wikipédia : il faut le « wikifier ».
Les points d'amélioration suivants sont les cas les plus fréquents. Le détail des points à revoir est peut-être précisé sur la page de discussion.
- Les titres sont pré-formatés par le logiciel. Ils ne sont ni en capitales, ni en gras.
- Le texte ne doit pas être écrit en capitales (les noms de famille non plus), ni en gras, ni en italique, ni en « petit »…
- Le gras n'est utilisé que pour surligner le titre de l'article dans l'introduction, une seule fois.
- L'italique est rarement utilisé : mots en langue étrangère, titres d'œuvres, noms de bateaux, etc.
- Les citations ne sont pas en italique mais en corps de texte normal. Elles sont entourées par des guillemets français : « et ».
- Les listes à puces sont à éviter, des paragraphes rédigés étant largement préférés. Les tableaux sont à réserver à la présentation de données structurées (résultats, etc.).
- Les appels de note de bas de page (petits chiffres en exposant, introduits par l'outil «  Source ») sont à placer entre la fin de phrase et le point final[comme ça].
- Les liens internes (vers d'autres articles de Wikipédia) sont à choisir avec parcimonie. Créez des liens vers des articles approfondissant le sujet. Les termes génériques sans rapport avec le sujet sont à éviter, ainsi que les répétitions de liens vers un même terme.
- Les liens externes sont à placer uniquement dans une section « Liens externes », à la fin de l'article. Ces liens sont à choisir avec parcimonie suivant les règles définies. Si un lien sert de source à l'article, son insertion dans le texte est à faire par les notes de bas de page.
- La présentation des références doit suivre les conventions bibliographiques. Il est recommandé d'utiliser les modèles {{Ouvrage}}, {{Chapitre}}, {{Article}}, {{Lien web}} et/ou {{Bibliographie}}. Le mode d'édition visuel peut mettre en forme automatiquement les références.
- Insérer une infobox (cadre d'informations à droite) n'est pas obligatoire pour parachever la mise en page.

Pour une aide détaillée, merci de consulter Aide:Wikification.
Si vous pensez que ces points ont été résolus, vous pouvez retirer ce bandeau et améliorer la mise en forme d'un autre article.
Pour les articles homonymes, voir Kadiri.
Abdelhak El Kadiri est un homme d'état marocain qui fut inspecteur général des forces armées royales marocaines, directeur général des services de contre-espionnage marocain, ainsi que directeur général de la sécurité territoriale. Ayant suivi ses études au Collège Royal de Rabat, il fut camarade de classe du Prince Moulay Abdallah.
Abdelhak El Kadiri fut un des plus proches collaborateurs du Roi Hassan II du Maroc, ainsi que de son fils et successeur, le Roi Mohamed VI. Il est connu pour avoir été un élément majeur de la diplomatie marocaine durant la guerre froide, ayant résolu des problèmes d'ordre international avec de nombreux chef d'État étrangers. Il a été le premier à avoir reçu la plus grande distinction militaire marocaine, en devenant le premier général de corps d'armée du royaume.

## Biographie
Né à El Jadida, Abdelhak El Kadiri entre en service dans les rangs des Forces armées royales (FAR) le 1er juillet 1956. Il suit sa formation militaire à l’École spéciale militaire de Saint-Cyr en France auprès de plusieurs personnalités, dont l'ex-président tunisien Ben Ali.
Le général El Kadiri occupe ensuite les plus hauts postes de l'appareil sécuritaire marocain en étant successivement nommé directeur général de la Sûreté Nationale, directeur général de la DGED et inspecteur Général des forces armées,.
El Kadiri est aussi le principal émissaire à l'étranger du Roi Hassan II. Il est impliqué dans plusieurs crises diplomatiques majeures, dont la négociation du traité israélo-palestinien de 1993. Il est un émissaire notable du roi Hassan II auprès de chefs d'État ou hauts responsables tels que Bill Clinton, Colin Powell, Jacques Chirac et Sheikh Zayed.
Abdelhak El Kadiri est détenteur de plusieurs décorations nationales et étrangères, dont le Grand Cordon de l’Ordre du Trône et la Grande Croix du Mérite avec Étoiles des Ordres de Mérite de la République fédérale d’Allemagne. Il est également Grand officier de l’Ordre de la Légion d’honneur de France et Commandeur de l’Ordre du Mérite français.
Son parcours est marqué par sa relation directe avec le Roi Hassan II, à qui il vouait fidélité, admiration et amitié. Il avait pour priorité permanente la contribution à la défense de l’intégrité territoriale et la stabilité politique du pays.

## Décorations

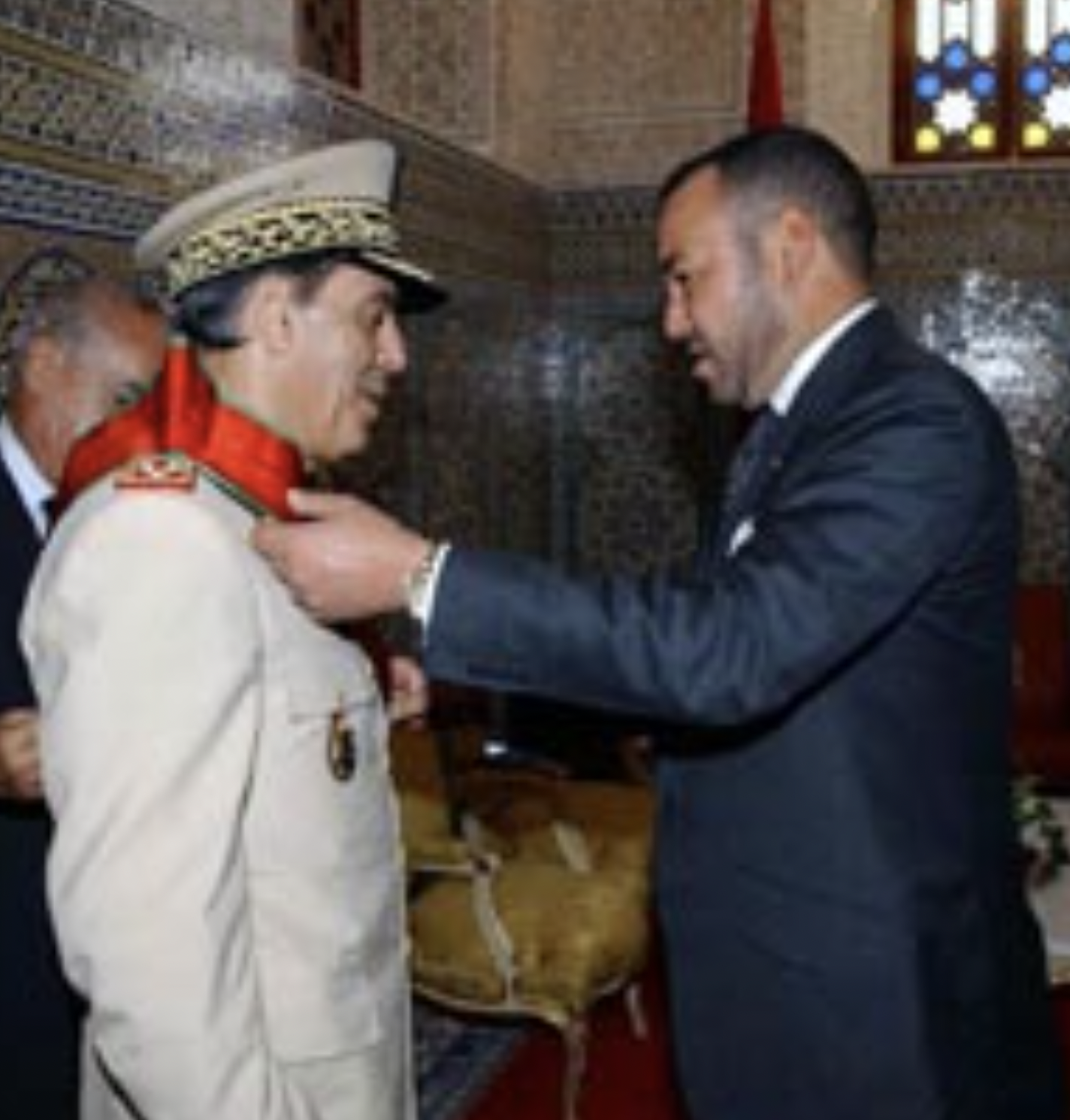
Le Roi Mohamed VI, offrant le premier Wissam Al Arch au Général El Kadiri.

- Le Roi Mohamed VI, offrant le premier Wissam Al Arch au Général El Kadiri.Grand cordon de l'ordre du trône (2004)[6].
- Grand officier de la Légion d'honneur
- Commandeur de l'ordre national du Mérite

## Décès et Hommage Royal

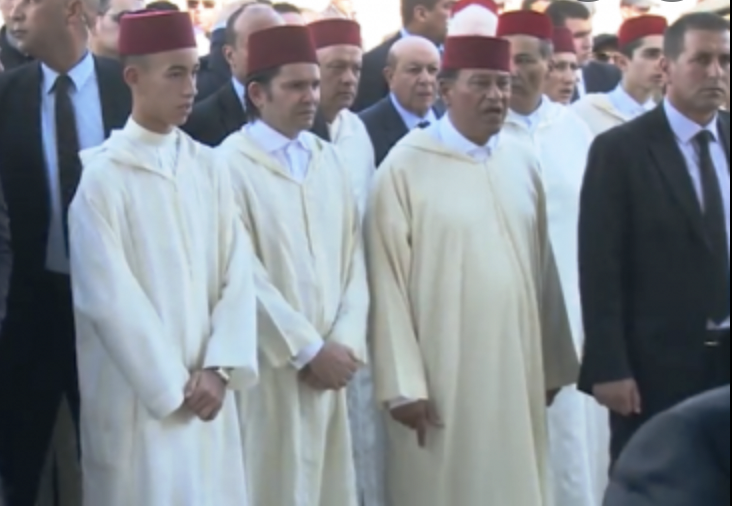
Son Altesse Royale Le Prince Héritier Moulay El Hassan aux funérailles de feu Abdelhak El Kadiri, aux côtés de sa famille.

Le Général El Kadiri meurt le 21 novembre 2017 dans la clinique royale de Rabat.
Ses funérailles sont marquées par la présence de la famille royale marocaine, notamment du Prince Héritier Moulay El Hassan, ainsi que de nombreuses personnalités politiques nationales et internationales, venus lui rendre hommage aux services rendus à la nation.
Le Roi Mohammed VI souligne que ce décès constitue « une grande perte, non seulement pour la petite famille du défunt, mais également pour sa patrie qui a perdu ainsi un officier supérieur, qui a occupé de hautes fonctions et responsabilités militaires, avec compétence, intelligence et dévouement [...] ».[réf. nécessaire]